# 三合乡 (静宁县)
三合乡，是中华人民共和国甘肃省平凉市静宁县下辖的一个乡镇级行政单位。

## 行政区划
三合乡下辖以下地区：
陈安村、北集村、段渠村、王湾村、前咀村、古岔村、光华村、硷滩村、黄湾村、张安村、新堡村和任岔村。